# الاتفاق الشامل بين الكرسي الرسولي ودولة فلسطين
الاتفاق الشامل بين الكرسي الرسولي ودولة فلسطين هو اتفاق عُقِد عام 2015 بين دولة فلسطين والكرسي الرسولي وهو مبني على الاتفاق الأساسي الذي عقد عام 2000 بين منظمة التحرير الفلسطينية والكرسي الرسولي وهو اتفاق يعترف رسميًا بحق الشعب الفلسطيني في تقرير المصير، بما فيه حقه في دولة مستقلة ذات سيادة.

## تاريخ الاتفاقية
في يوم الجمعة الموافق تاريخ السادس والعشرين من يونيو/حزيران لعام 2015 في القصر الرسولي بالفاتيكان وُقِّع اتفاق شامل بين الكرسي الرسولي ودولة فلسطين.

## التصديق على الاتفاقية
وقع عن جانب الكرسي الرسولي المطران بول ريتشارد غالاغير أمين سر دولة حاضرة الفاتيكان للعلاقات مع الدول، ووقع عن جانب دولة فلسطين رياض المالكي وزير الخارجية وذلك بحضور البطريرك فؤاد الطوال رئيس مجلس رؤساء الكنائس الكاثوليكية في الأرض المقدسة، وعضو اللجنة التنفيذية في منظمة التحرير الفلسطينية ورئيس لجنة الكنائس حنا عميرة، ومدير عام الصندوق القومي رمزي خوري، وسفير دولة فلسطين لدى الفاتيكان عيسى قسيسية. والسفيرة روان أبو يوسف مساعد وزير الخارجية والقائم بأعمال سفارة دولة فلسطين لدى الفاتيكان عمار النسناس، ورئيس بلدية رام الله موسى حديد ورئيسة بلدية بيت لحم فييرا بابون، كما ضمّ وفد الكرسي الرسولي الرسمي المونسنيور أنطونيو كاميليري والمطران جوزيبيلا زاروتو القاصد الرسولي في القدس والمطران أنطونيو فرانكو -القاصد الرسولي السابق في القدس والذي لعب دورا هاما في المفاوضات التي سبقت توقيع الاتفاق- والمونسنيور ألبرتو أورتيغا والأب إميل سلايطة.
يتألف الاتفاق من مقدمة وثمانية فصول، ويتعلق بنواح جوهرية لحياة ونشاط الكنيسة في دولة فلسطين، مع التأكيد في الوقت عينه على الدعم لحل تفاوضي وسلمي للوضع في المنطقة.
 يُعد الاتفاق الشامل مبنيًا على "الاتفاق الأساسي" بين منظمة التحرير الفلسطينية والكرسي الرسولي عام 2000، ويشمل اعتراف رسمي من قبل الكرسي الرسولي بدولة فلسطين واعترافا بحق الشعب الفلسطيني غير القابل للتصرف في تقرير المصير والعيش بحرية وكرامة في دولته المستقلة. كما يتضمن الاتفاق رؤية الطرفين المشتركة للسلام والعدل في المنطقة، وحماية الحريات الأساسية، ووضع الأماكن المقدسة وأنشطتها في فلسطين.

## مرسوم رقم (17) لعام 2015
صدر في رام الله في 2 أغسطس عام 2015 عن محمود عباس رئيس دولة فلسطين ورئيس اللجنة التنفيذية لمنظمة التحرير الفلسطينية مرسوم رقم (17) لعام 2015 بشأن المصادقة على الاتفاق الشامل بين دولة فلسطين والكرسي الرسولي، وينص المرسوم على:
«
مادة (1):
المصادقة على الاتفاق الشامل بين دولة فلسطين والكرسي الرسولي الموقع بين الطرفين في حاضرة الفاتيكان بتاريخ 26 حزيران من العام 2015م.
مادة (2):
تطبق أحكام الاتفاق الشامل بين دولة فلسطين والكرسي الرسولي في حال تعارض أي من نصوصه مع التشريعات الوطنية النافذة في دولة فلسطين.
مادة (3):
على الجهات المختصة كافة، كل فيما يخصه، تنفيذ أحكام هذا المرسوم، ويعمل به من تاريخ صدوره، وينشر مع الاتفاق في الجريدة الرسمية.»